# Monica Gerhard
Monica Gerhard, ogift Borgström, född 22 juli 1944 i Malmö Sankt Johannes församling, är en svensk målare och grafiker.
Gerhard studerade vid Konstskolan Forum i Malmö 1975-1979. Efter studierna debuterade hon på Lilla Konstsalongen i Malmö 1980 och har därefter ställt ut separat ett flertal gånger, bland annat på Konstnärshuset i Stockholm Sölvesborgs konsthall och medverkat i samlingsutställningar på Grafikens Hus i Mariefred, Liljevalchs vårsalong Bergööska huset i Hallsberg och Österlens museum i Simrishamn. Hennes konst består av ett finstämt expressionistiskt måleri i stort format i olja, akryl och akvarell samt grafik.
Hon har tilldelats statligt arbetsbidrag från Konstnärsnämnden ett flertal gånger och Aase och Richard Björklunds stipendiefond 1989. Bland hennes offentliga arbeten märks utsmyckningarna vid Kronborgsskolan, Malmö, Kvarteret Häggen Ystad och Limhamns Sjukhem Matildenborg Malmö. Gerhard är representerad vid Skissernas Museum i Lund, Malmö museum, Ystads konstmuseum, Statens konstråd, Grafikens Hus, Folkets Hus och Parker samt i ett flertal landsting och kommuner. 
Monica Gerhard är sedan 1966 gift Peter Gerhard (född 1943).